# Gigi Perreau
Gigi Perreau, właśc. Ghislaine Elizabeth Marie Thérèse Perreau-Saussine (ur. 6 lutego 1941 w Los Angeles) – amerykańska aktorka filmowa i telewizyjna.

## Filmografia
seriale
- 1948: Studio One jako Jean
- 1958: The Rifleman jako Iler Chase
- 1959: Alfred Hitchcock przedstawia jako Gloria Barnes
- 1960: Rawhide jako siostra Joan
- 1966: Tarzan jako Sheri Kapinski
- 1969: The Brady Bunch jako Panna O’Hara

film
- 1943: Curie-Skłodowska jako Ève Curie (niewymieniona w czołówce)
- 1943: Pan Skeffington jako Fanny w wieku 2 lat
- 1944: Siódmy krzyż jako Annie Roeder
- 1944: Dark Waters jako dziewczyna (niewymieniona w czołówce)
- 1945: Jolanda i złodziej jako Gigi
- 1946: Najtrwalsza miłość jako Virgie Ingham
- 1947: Ulica zielonego delfina jako Veronica
- 1950: For Heaven’s Sake jako Item
- 1952: Has Anybody Seen My Gal? jako Roberta Blaisdell
- 1956: Zatańcz ze mną Henry jako Shelley
- 1956: Człowiek w szarym garniturze jako Susan Hopkins
- 2011: Time Again jako Starsza pani

## Wyróżnienia
Posiada swoją gwiazdę na Hollywoodzkiej Alei Gwiazd.